# Loepa septentrionalis
Loepa septentrionalis är en fjärilsart som beskrevs av Clayton Dissinger Mell 1939. Loepa septentrionalis ingår i släktet Loepa och familjen påfågelsspinnare. Inga underarter finns listade i Catalogue of Life.